# Station Creek
Station Creek är ett vattendrag i Antarktis. Det ligger i Sydshetlandsöarna. Argentina, Chile och Storbritannien gör anspråk på området. Station Creek ligger vid sjön Kiteschbach.